# Bitka za Abukir (1799)
Druga bitka za Abukir je potekala med 14. julijem in 21. avgustom 1799 med angleško-turško koalicijo in Francozi.
Angleško-turška flota je 14. julija izvedla izkrcanje okoli 12.000 Turkov, ki so napadli francoske položaje s 6.000 vojaki. Toda 21. avgusta se je preživelih 5.000 Turkov predalo, medtem ko so Francozi vse skupaj izgubili le 1.000 mož.